# La Firmeza
La Firmeza är en ort i Mexiko.   Den ligger i kommunen Manlio Fabio Altamirano och delstaten Veracruz, i den sydöstra delen av landet, 290 km öster om huvudstaden Mexico City. La Firmeza ligger 51 meter över havet och antalet invånare är 269.
Terrängen runt La Firmeza är platt, och sluttar österut. Runt La Firmeza är det ganska tätbefolkat, med 80 invånare per kvadratkilometer. Närmaste större samhälle är Fraccionamiento Geovillas los Pinos, 17,6 km öster om La Firmeza. Trakten runt La Firmeza består till största delen av jordbruksmark.